# Adam Swandi
Adam bin Swandi (Singapore, 12 gennaio 1996) è un ex calciatore singaporiano, di ruolo centrocampista.

## Carriera

### Club
Prodotto della National Football Academy, nel 2013 si trasferisce in Francia al Metz, giocando per una stagione nelle giovanili. Nel 2015 fa ritorno in patria, firmando con gli Young Lions. Dopo due stagioni, si è trasferito all'Home Utd e in quella successiva all'Albirex Niigata Singapore, quest'ultima una filiale dei giapponesi dell'Albirex Niigata. In vista della stagione 2019 fa ritorno all'Home United, che nel 2020 ha cambiato denominazione in Lion City Sailors.

### Nazionale
Il 4 giugno 2013 ha esordito con la nazionale singaporiana giocando l'amichevole vinta 0-2 contro la Birmania.

## Statistiche

### Cronologia presenze e reti in nazionale
| Cronologia completa delle presenze e delle reti in nazionale ― Singapore | Cronologia completa delle presenze e delle reti in nazionale ― Singapore | Cronologia completa delle presenze e delle reti in nazionale ― Singapore | Cronologia completa delle presenze e delle reti in nazionale ― Singapore | Cronologia completa delle presenze e delle reti in nazionale ― Singapore | Cronologia completa delle presenze e delle reti in nazionale ― Singapore | Cronologia completa delle presenze e delle reti in nazionale ― Singapore | Cronologia completa delle presenze e delle reti in nazionale ― Singapore |
| Data                                                                     | Città                                                                    | In casa                                                                  | Risultato                                                                | Ospiti                                                                   | Competizione                                                             | Reti                                                                     | Note                                                                     |
| ------------------------------------------------------------------------ | ------------------------------------------------------------------------ | ------------------------------------------------------------------------ | ------------------------------------------------------------------------ | ------------------------------------------------------------------------ | ------------------------------------------------------------------------ | ------------------------------------------------------------------------ | ------------------------------------------------------------------------ |
| 24-3-2013                                                                | Yangon                                                                   | Birmania                                                                 | 0 – 2                                                                    | Singapore                                                                | Amichevole                                                               | -                                                                        | 46’ 63’                                                                  |
| 11-6-2013                                                                | Singapore                                                                | Singapore                                                                | 0 – 2                                                                    | Oman                                                                     | Qual. Coppa d'Asia 2015                                                  | -                                                                        | 59’                                                                      |
| 27-3-2013                                                                | Singapore                                                                | Singapore                                                                | 1 – 0                                                                    | Laos                                                                     | Amichevole                                                               | -                                                                        | 63’                                                                      |
| 11-6-2013                                                                | Singapore                                                                | Singapore                                                                | 2 – 1                                                                    | Siria                                                                    | Qual. Coppa d'Asia 2015                                                  | -                                                                        | 60’                                                                      |
| 24-3-2015                                                                | Doha                                                                     | Qatar                                                                    | 4 – 0                                                                    | Singapore                                                                | Amichevole                                                               | -                                                                        | 73’                                                                      |
| 27-3-2018                                                                | Kallang                                                                  | Singapore                                                                | 3 – 2                                                                    | Maldive                                                                  | Amichevole                                                               | -                                                                        | 80’                                                                      |
| 5-12-2018                                                                | Phnom Penh                                                               | Cambogia                                                                 | 1 – 2                                                                    | Singapore                                                                | Amichevole                                                               | -                                                                        | 46’                                                                      |
| 24-3-2018                                                                | Kallang                                                                  | Singapore                                                                | 1 – 0                                                                    | Indonesia                                                                | AFF Championship 2018 - 1º turno                                         | -                                                                        | 77’                                                                      |
| 27-3-2019                                                                | Kallang                                                                  | Singapore                                                                | 4 – 3                                                                    | Isole Salomone                                                           | Amichevole                                                               | -                                                                        | 67’                                                                      |
| 27-3-2019                                                                | Kallang                                                                  | Singapore                                                                | 1 – 2                                                                    | Birmania                                                                 | Amichevole                                                               | -                                                                        | 84’                                                                      |
| 5-12-2021                                                                | Kallang                                                                  | Singapore                                                                | 3 – 0                                                                    | Birmania                                                                 | AFF Championship 2020 - 1º turno                                         | -                                                                        | 81’                                                                      |
| 24-9-2022                                                                | Ho Chi Minh                                                              | India                                                                    | 1 – 1                                                                    | Singapore                                                                | Amichevole                                                               | -                                                                        | 59’                                                                      |
| Totale                                                                   |                                                                          | Presenze                                                                 | 12                                                                       |                                                                          | Reti                                                                     | 0                                                                        |                                                                          |

## Palmarès

### Club

#### Competizioni nazionali
- Campionato singaporiano: 2

Albirex Singapore: 2018
Lion City Sailors: 2021
- Singapore Cup: 1

Albirex Singapore: 2018
- Singapore Community Shield: 2

Albirex Singapore: 2018
Home United: 2019